# Austrobaileya
Austrobaileya é o único gênero da família Austrobaileyaceae. É endêmica na Austrália.